# Alpineskiën op de Olympische Winterspelen 2006
Alpineskiën is een van de sporten die beoefend werden tijdens de Olympische Winterspelen 2006 in Turijn.
| Datum       | Onderdeel            |
| ----------- | -------------------- |
| 12 februari | Afdaling Mannen      |
| 14 februari | Combinatie Mannen    |
| 15 februari | Afdaling Vrouwen     |
| 17 februari | Combinatie Vrouwen   |
| 18 februari | Super G Mannen       |
| 19 februari | Super G Vrouwen      |
| 20 februari | Reuzenslalom Mannen  |
| 22 februari | Slalom Vrouwen       |
| 24 februari | Reuzenslalom Vrouwen |
| 25 februari | Slalom Mannen        |

## Mannen

### Afdaling
| Titelverdediger | Fritz Strobl | Oostenrijk |
| --------------- | ------------ | ---------- |

| rang   | naam                   | land | tijd    |
| ------ | ---------------------- | ---- | ------- |
| Goud   | Antoine Dénériaz       | FRA  | 1:48.80 |
| Zilver | Michael Walchhofer     | AUT  | + 0.72  |
| Brons  | Bruno Kernen           | SUI  | + 1.02  |
| 4      | Kjetil André Aamodt    | NOR  | + 1.08  |
| 5      | Bode Miller            | USA  | + 1.13  |
| 6      | Hermann Maier          | AUT  | + 1.20  |
| 7      | Marco Büchel           | LIE  | + 1.24  |
| 8      | Fritz Strobl           | AUT  | + 1.32  |
| 9      | Patrick Staudacher     | ITA  | + 1.49  |
| 10     | Daron Rahlves          | USA  | + 1.53  |
| 11     | Pierre-Emmanuel Dalcin | FRA  | + 1.55  |
| 12     | Tobias Grünenfelder    | SUI  | + 1.64  |
| 13     | Manuel Osborne-Paradis | CAN  | + 1.65  |
| 14     | Lasse Kjus             | NOR  | + 1.84  |
| 15     | Scott Macartney        | USA  | + 1.88  |

### Combinatie
| Titelverdediger | Kjetil André Aamodt | Noorwegen |
| --------------- | ------------------- | --------- |

| rang   | naam                 | land | afdaling | slalom  | totaal  |
| ------ | -------------------- | ---- | -------- | ------- | ------- |
| Goud   | Ted Ligety           | USA  | 1:41.42  | 1:27.93 | 3:09.35 |
| Zilver | Ivica Kostelić       | CRO  | 1:40.44  | 1:29.44 | + 0.53  |
| Brons  | Rainer Schönfelder   | AUT  | 1:40.02  | 1:30.65 | + 1.32  |
| 4      | Daniel Albrecht      | SUI  | 1:40.47  | 1:30.26 | + 1.38  |
| 5      | Giorgio Rocca        | ITA  | 1:41.39  | 1:29.35 | + 1.39  |
| 6      | Ondrej Bank          | CZE  | 1:40.50  | 1:30.50 | + 1.65  |
| 7      | Marc Berthod         | SUI  | 1:41.24  | 1:29.98 | + 1.87  |
| 8      | Pierrick Bourgeat    | FRA  | 1:41.35  | 1:29.94 | + 1.94  |
| 9      | Peter Fill           | ITA  | 1:39.22  | 1:32.99 | + 2.86  |
| 10     | Kjetil Jansrud       | NOR  | 1:41.55  | 1:30.77 | + 2.97  |
| 11     | Markus Larsson       | SWE  | 1:41.22  | 1:31.12 | + 2.99  |
| 12     | Martin Vráblik       | CZE  | 1:40.50  | 1:31.91 | + 3.06  |
| 13     | Jean-Baptiste Grange | FRA  | 1:44.05  | 1:28.46 | + 3.16  |
| 14     | Noel Baxter          | GBR  | 1:42.26  | 1:30.53 | + 3.44  |
| 15     | Aleš Gorza           | SLO  | 1:41.31  | 1:31.60 | + 3.56  |

### Super G
| Titelverdediger | Kjetil André Aamodt | Noorwegen |
| --------------- | ------------------- | --------- |

| rang   | naam                | land | tijd    |
| ------ | ------------------- | ---- | ------- |
| Goud   | Kjetil André Aamodt | NOR  | 1:30.65 |
| Zilver | Hermann Maier       | AUT  | + 0.13  |
| Brons  | Ambrosi Hoffmann    | SUI  | + 0.33  |
| 4      | Erik Guay           | CAN  | + 0.43  |
| 5      | Aksel Lund Svindal  | NOR  | + 0.45  |
| 6      | Marco Büchel        | LIE  | + 0.57  |
| 7      | Scott Macartney     | USA  | + 0.58  |
| 8      | François Bourque    | CAN  | + 0.62  |
| 9      | Daron Rahlves       | USA  | + 0.72  |
| 10     | Hannes Reichelt     | AUT  | + 0.74  |
| 11     | Antoine Dénériaz    | FRA  | + 0.84  |
| 12     | Didier Cuche        | SUI  | + 0.85  |
| 13     | Peter Fill          | ITA  | + 0.89  |
| 14     | Lasse Kjus          | NOR  | + 1.14  |
| 15     | Andrej Sporn        | SLO  | + 1.19  |

### Reuzenslalom
| Titelverdediger | Stephan Eberharter | Oostenrijk |
| --------------- | ------------------ | ---------- |

| rang   | naam                  | land | tijd    |
| ------ | --------------------- | ---- | ------- |
| Goud   | Benjamin Raich        | AUT  | 2:35.00 |
| Zilver | Joël Chenal           | FRA  | + 0.07  |
| Brons  | Hermann Maier         | AUT  | + 0.16  |
| 4      | François Bourque      | CAN  | + 0.92  |
| 5      | Fredrik Nyberg        | SWE  | + 1.05  |
| 6      | Aksel Lund Svindal    | NOR  | + 1.06  |
|        | Bode Miller           | USA  | + 1.06  |
| 8      | Rainer Schönfelder    | AUT  | + 1.64  |
| 9      | Kalle Palander        | FIN  | + 1.82  |
| 10     | Thomas Grandi         | CAN  | + 1.88  |
| 11     | Massimiliano Blardone | ITA  | + 1.95  |
| 12     | Mitja Valencic        | SLO  | + 2.39  |
| 13     | Erik Schlopy          | USA  | + 2.56  |
| 14     | Didier Defago         | SUI  | + 2.60  |
| 15     | Alberto Schieppati    | ITA  | + 2.83  |

### Slalom
| Titelverdediger | Jean-Pierre Vidal | Frankrijk |
| --------------- | ----------------- | --------- |

| rang   | naam               | land | tijd    |
| ------ | ------------------ | ---- | ------- |
| Goud   | Benjamin Raich     | AUT  | 2:35.00 |
| Zilver | Reinfried Herbst   | AUT  | + 0.07  |
| Brons  | Rainer Schönfelder | AUT  | + 0.16  |
| 4      | Kentaro Minagawa   | JPN  | + 0.92  |
| 5      | André Myhrer       | SWE  | + 1.05  |
| 6      | Ivica Kostelić     | CRO  | + 1.06  |
| 7      | Naoki Yuasa        | JPN  | + 1.06  |
| 8      | Johan Brolenius    | SWE  | + 1.64  |
| 9      | Thomas Grandi      | CAN  | + 1.82  |
| 10     | Martin Hansson     | SWE  | + 1.88  |
| 11     | Pierrick Bourgeat  | FRA  | + 1.95  |
| 12     | James Cochran      | USA  | + 2.39  |
| 13     | Drago Grubelnik    | SLO  | + 2.56  |
| 14     | Marc Berthod       | SUI  | + 2.60  |
| 15     | Silvan Zurbriggen  | SUI  | + 2.83  |

## Vrouwen

### Afdaling
| Titelverdedigster | Carole Montillet | Frankrijk |
| ----------------- | ---------------- | --------- |

| rang   | naam                  | land | tijd    |
| ------ | --------------------- | ---- | ------- |
| Goud   | Michaela Dorfmeister  | AUT  | 1:56.49 |
| Zilver | Martina Schild        | SUI  | + 0.37  |
| Brons  | Anja Pärson           | SWE  | + 0.64  |
| 4      | Renate Götschl        | AUT  | + 0.71  |
| 5      | Nadia Styger          | SUI  | + 1.13  |
| 6      | Petra Haltmayr        | GER  | + 1.20  |
| 7      | Julia Mancuso         | USA  | + 1.22  |
| 8      | Lindsey Kildow        | USA  | + 1.29  |
|        | Alexandra Meissnitzer | AUT  | + 1.29  |
| 10     | Nadia Fanchini        | ITA  | + 1.35  |
| 11     | Chemmy Alcott         | GBR  | + 1.36  |
| 12     | Fränzi Aufdenblatten  | SUI  | + 1.47  |
| 13     | Lucia Recchia         | ITA  | + 1.81  |
| 14     | Sylviane Berthod      | SUI  | + 1.87  |
| 15     | Marie Marchand-Arvier | FRA  | + 1.90  |

### Combinatie
| Titelverdedigster | Janica Kostelić | Kroatië |
| ----------------- | --------------- | ------- |

| rang   | naam                    | land | slalom  | afdaling | totaal  |
| ------ | ----------------------- | ---- | ------- | -------- | ------- |
| Goud   | Janica Kostelić         | CRO  | 1:21.68 | 1:29.40  | 2:51.08 |
| Zilver | Marlies Schild          | AUT  | 1:21.22 | 1:30.36  | + 0.50  |
| Brons  | Anja Pärson             | SWE  | 1:22.06 | 1:29.57  | + 0.55  |
| 4      | Kathrin Zettel          | AUT  | 1:21.75 | 1:30.66  | + 1.33  |
| 5      | Nicole Hosp             | AUT  | 1:22.07 | 1:31.14  | + 2.13  |
| 6      | Michaela Kirchgasser    | AUT  | 1:22.46 | 1:31.02  | + 2.40  |
| 7      | Martina Ertl-Renz       | GER  | 1:23.20 | 1:31.08  | + 3.20  |
| 8      | Jessica Lindell-Vikarby | SWE  | 1:25.00 | 1:30.19  | + 4.11  |
| 9      | Julia Mancuso           | USA  | 1:24.60 | 1:30.84  | + 4.36  |
| 10     | Brigitte Acton          | CAN  | 1:24.77 | 1:30.98  | + 4.67  |
| 11     | Resi Stiegler           | USA  | 1:23.44 | 1:32.35  | + 4.71  |
| 12     | Janette Hargin          | SWE  | 1:24.84 | 1:31.29  | + 5.05  |
| 13     | Emily Brydon            | CAN  | 1:26.59 | 1:29.92  | + 5.43  |
| 14     | Nike Bent               | SWE  | 1:26.49 | 1:30.13  | + 5.54  |
| 15     | Veronika Zuzulová       | SVK  | 1:23.35 | 1:33.28  | + 5.55  |

### Super G
| Titelverdedigster | Daniela Ceccarelli | Italië |
| ----------------- | ------------------ | ------ |

| rang   | naam                    | land | tijd    |
| ------ | ----------------------- | ---- | ------- |
| Goud   | Michaela Dorfmeister    | AUT  | 1:32.47 |
| Zilver | Janica Kostelić         | CRO  | + 0.27  |
| Brons  | Alexandra Meissnitzer   | AUT  | + 0.59  |
| 4      | Kelly Vanderbeek        | CAN  | + 0.62  |
| 5      | Carole Montillet-Carles | FRA  | + 0.84  |
| 6      | Martina Schild          | SUI  | + 0.86  |
| 7      | Lindsey Kildow          | USA  | + 0.95  |
| 8      | Lucia Recchia           | ITA  | + 1.01  |
| 9      | Emily Brydon            | CAN  | + 1.03  |
|        | Petra Haltmayr          | GER  | + 1.03  |
| 11     | Julia Mancuso           | USA  | + 1.25  |
| 12     | Anja Pärson             | SWE  | + 1.41  |
| 13     | Andrea Fischbacher      | AUT  | + 1.50  |
| 14     | Kirsten Clark           | USA  | + 1.51  |
| 15     | Sylviane Berthod        | SUI  | + 1.53  |

### Reuzenslalom
| Titelverdedigster | Janica Kostelić | Kroatië |
| ----------------- | --------------- | ------- |

| rang   | naam                  | land | tijd    |
| ------ | --------------------- | ---- | ------- |
| Goud   | Julia Mancuso         | USA  | 2:09.19 |
| Zilver | Tanja Poutiainen      | FIN  | + 0.67  |
| Brons  | Anna Ottosson         | SWE  | + 1.14  |
| 4      | Nicole Hosp           | AUT  | + 1.47  |
| 5      | Genevieve Simard      | FRA  | + 1.54  |
| 6      | Anja Pärson           | SWE  | + 1.77  |
| 7      | Kathrin Zettel        | AUT  | + 2.16  |
| 8      | Nadia Fanchini        | ITA  | + 2.27  |
| 9      | Ana Drev              | SLO  | + 2.48  |
| 10     | Maria Pietilä-Holmner | SWE  | + 2.50  |
| 11     | Brigitte Acton        | CAN  | + 2.52  |
| 12     | Tina Maze             | SLO  | + 2.64  |
| 13     | Maria José Rienda     | ESP  | + 2.94  |
| 14     | Karen Putzer          | ITA  | + 3.28  |
| 15     | Martina Ertl-Renz     | GER  | + 3.35  |

### Slalom
| Titelverdedigster | Janica Kostelić | Kroatië |
| ----------------- | --------------- | ------- |

| rang   | naam                 | land | tijd    |
| ------ | -------------------- | ---- | ------- |
| Goud   | Anja Pärson          | SWE  | 1:29.04 |
| Zilver | Nicole Hosp          | AUT  | + 0.29  |
| Brons  | Marlies Schild       | AUT  | + 0.75  |
| 4      | Janica Kostelić      | CRO  | + 0.90  |
| 5      | Michaela Kirchgasser | AUT  | + 1.24  |
| 6      | Tanja Poutiainen     | FIN  | + 1.75  |
| 7      | Annemarie Gerg       | GER  | + 1.85  |
| 8      | Chiara Costazza      | ITA  | + 2.04  |
|        | Therese Borssen      | SWE  | + 2.04  |
| 10     | Sarah Schleper       | USA  | + 2.34  |
| 11     | Florine De Leymarie  | FRA  | + 2.35  |
| 12     | Resi Stiegler        | USA  | + 2.44  |
| 13     | Sarka Zahrobska      | CZE  | + 2.51  |
| 14     | Lindsey Kildow       | USA  | + 2.54  |
| 15     | Ana Jelušić          | CRO  | + 2.74  |

## Medaillespiegels

### Landen
| rang | land             | goud | zilver | brons | totaal |
| ---- | ---------------- | ---- | ------ | ----- | ------ |
| 1    | Oostenrijk       | 4    | 5      | 5     | 14     |
| 2    | Verenigde Staten | 2    | 0      | 0     | 2      |
| 3    | Kroatië          | 1    | 2      | 0     | 3      |
| 4    | Frankrijk        | 1    | 1      | 0     | 2      |
| 5    | Zweden           | 1    | 0      | 3     | 4      |
| 6    | Noorwegen        | 1    | 0      | 0     | 1      |
| 7    | Zwitserland      | 0    | 1      | 2     | 3      |
| 8    | Finland          | 0    | 1      | 0     | 1      |

### Atleten
| rang | atleet               | land | goud | zilver | brons | totaal |
| ---- | -------------------- | ---- | ---- | ------ | ----- | ------ |
| 1    | Michaela Dorfmeister | AUT  | 2    | 0      | 0     | 2      |
|      | Benjamin Raich       | AUT  | 2    | 0      | 0     | 2      |
| 3    | Janica Kostelić      | CRO  | 1    | 1      | 0     | 2      |
| 4    | Anja Pärson          | SWE  | 1    | 0      | 2     | 3      |
| 5    | Kjetil André Aamodt  | NOR  | 1    | 0      | 0     | 1      |
|      | Antoine Dénériaz     | FRA  | 1    | 0      | 0     | 1      |
|      | Julia Mancuso        | USA  | 1    | 0      | 0     | 1      |
|      | Ted Ligety           | USA  | 1    | 0      | 0     | 1      |
| 9    | Hermann Maier        | AUT  | 0    | 1      | 1     | 2      |
|      | Marlies Schild       | AUT  | 0    | 1      | 1     | 2      |
| 11   | Joël Chenal          | FRA  | 0    | 1      | 0     | 1      |
|      | Reinfried Herbst     | AUT  | 0    | 1      | 0     | 1      |
|      | Nicole Hosp          | AUT  | 0    | 1      | 0     | 1      |
|      | Ivica Kostelić       | CRO  | 0    | 1      | 0     | 1      |
|      | Tanja Poutiainen     | FIN  | 0    | 1      | 0     | 1      |
|      | Martina Schild       | SUI  | 0    | 1      | 0     | 1      |
|      | Michael Walchhofer   | AUT  | 0    | 1      | 0     | 1      |
| 18   | Rainer Schönfelder   | AUT  | 0    | 0      | 2     | 2      |
| 19   | Ambrosi Hoffmann     | SUI  | 0    | 0      | 1     | 1      |
|      | Bruno Kernen         | SUI  | 0    | 0      | 1     | 1      |
|      | Anna Ottosson        | SWE  | 0    | 0      | 1     | 1      |

Garmisch-Partenkirchen 1936 · St. Moritz 1948 · Oslo 1952 · Cortina d'Ampezzo 1956 · Squaw Valley 1960 · Innsbruck 1964 · Grenoble 1968 · Sapporo 1972 · Innsbruck 1976 · Lake Placid 1980 · Sarajevo 1984 · Calgary 1988 · Albertville 1992 · Lillehammer 1994 · Nagano 1998 · Salt Lake City 2002 · Turijn 2006 · Vancouver 2010 · Sotsji 2014 · Pyeongchang 2018 · Peking 2022
Lijst van olympische medaillewinnaars
Alpineskiën · Biatlon · Bobsleeën · Curling · Freestyleskiën · Kunstrijden · Langlaufen · Noordse combinatie · Rodelen · Schaatsen · Schansspringen · Shorttrack · Skeleton · Snowboarden · IJshockey